# 8e cérémonie des Washington DC Area Film Critics Association Awards
La 8e cérémonie des Washington DC Area Film Critics Association Awards, décernés par la Washington DC Area Film Critics Association, a eu lieu le 7 décembre 2009, et a récompensé les films réalisés dans l'année.

## Palmarès

### Meilleur film
- In the Air (Up in the Air)

### Meilleur réalisateur
- Kathryn Bigelow pour Démineurs (The Hurt Locker)

### Meilleur acteur
- George Clooney pour le rôle de Ryan Bingham dans In the Air (Up in the Air)

### Meilleure actrice
- Carey Mulligan pour le rôle de Jenny dans Une éducation (An Education)

### Meilleur acteur dans un second rôle
- Christoph Waltz pour le rôle du colonel Hans Landa dans Inglourious Basterds
  - Stanley Tucci pour le rôle George Harvey, l'assassin dans Lovely Bones (The Lovely Bones)

### Meilleure actrice dans un second rôle
- Mo'Nique pour le rôle de Mary Lee Johnston dans Precious

### Révélation de l'année
- Gabourey Sidibe pour le rôle de Claireece Precious Jones dans Precious

### Meilleure distribution
- Démineurs (The Hurt Locker)

### Meilleur scénario original
- Inglourious Basterds – Quentin Tarantino

### Meilleur scénario adapté
- In the Air (Up in the Air) – Jason Reitman et Sheldon Turner

### Meilleure direction artistique
- Nine
  - Lovely Bones (The Lovely Bones) – Naomi Shohan

### Meilleur film en langue étrangère
- Sin Nombre •  Mexique

### Meilleur film d'animation
- Là-haut (Up)

### Meilleur documentaire
- Food, Inc.